# Jane Gardam
Jane Mary Gardam (Coatham, 11 luglio 1928 – Chipping Norton, 29 aprile 2025) è stata una scrittrice britannica.

## Biografia
Nata Jean Mary Pearson l'11 luglio 1928 a Coatham, località della città di Redcar nel North Yorkshire, ricevette una prima educazione al Saltburn High School for Girls e, grazie ad una borsa di studio, si perfezionò in Letteratura Inglese al Bedford College presso la Royal Holloway.
Dopo aver lasciato l'università, divenne una bibliotecaria itinerante per la Croce Rossa e in seguito si dedicò al giornalismo.
Nei primi anni '70 fu autrice di libri per ragazzi. Iniziò a scrivere per adulti nel 1975 con la raccolta di racconti Black Faces, White Faces, ispirata da un soggiorno in Giamaica e vincitrice di due premi.
Autrice di numerosi romanzi e raccolte di racconti premiati in due occasioni con il Whitbread Book Award, divenne membro della Royal Society of Literature nel 2005 e nel 2009 ufficiale dell'Ordine dell'Impero Britannico.
Morì il 29 aprile 2025.

## Vita privata
Sposatasi nel 1954 con il barrister David Gardam, la coppia ebbe tre figli: Tim, Tom e Catharine Mary, detta "Kit", un'artista botanica morta di cancro nel 2011.

## Opere

### Romanzi
- Bilgewater (1977)
- God on the Rocks (1978)
- Crusoe's Daughter (1985)
- The Queen of the Tambourine (1991)
- Faith Fox (1996)
- The Flight of the Maidens (2000)

#### Serie Old Filth
- Figlio dell'impero britannico (Old Filth, 2004), traduzione di Alberto Bracci Testasecca, Roma, edizioni E/O, 2009, ISBN 978-88-7641-865-5; Collana La memoria n.1131, Palermo, Sellerio, 2019, ISBN 978-88-389-3898-6.
- L'uomo col cappello di legno (The Man in the Wooden Hat, 2009), traduzione di Alberto Bracci Testasecca, Roma, edizioni E/O, 2011, ISBN 978-88-7641-960-7; Collana La memoria n.1193, Palermo, Sellerio, 2021, ISBN 978-88-389-4055-2.
- L'eterno rivale (Last Friends, 2013), trad. Federica Oddera, Collana La memoria n. 1268, Palermo, Sellerio, 2023, ISBN 978-88-389-4500-7.

### Racconti
- Black Faces, White Faces (1975)
- The Sidmouth Letters (1980)
- The Pangs of Love and Other Stories (1983)
- Showing the Flag and Other Stories (1989)
- Trio: Three Stories from Cheltenham (1993)
- Going into a Dark House (1994)
- Missing the Midnight (1997)
- The Green Man (1998)
- The People on Privilege Hill (2007)
- The Stories of Jane Gardam (2014)

### Letteratura per ragazzi
- A Long Way from Verona (1971)
- A Few Fair Days (1971)
- The Summer After the Funeral (1973)
- Bridget and William (1981)
- The Hollow Land (1981)
- Horse (1982)
- Swan (1987)
- Through the Doll's House Door (1987)
- Black Woolly Pony (1993)
- Tufty Bear (1996)

#### Serie Kit
- Kit (1983)
- Kit in Boots (1986)
- The Kit Stories (1998)

### Saggi
- The Iron Coast (1994)

## Premi e riconoscimenti
- David Higham Prize for Fiction: 1975 vincitrice con Black Faces, White Faces
- Winifred Holtby Memorial Prize: 1975 vincitrice con Black Faces, White Faces
- Booker Prize: 1978 finalista con God on the Rocks
- Whitbread Children's Book Award: 1983 vincitrice con The Hollow Land
- Whitbread Novel Award: 1991 vincitrice con The Queen of the Tambourine
- Premio Phoenix: 1991 vincitrice con A Long Way from Verona
- Orange Prize: 2005 finalista con Figlio dell'impero britannico